# Ян Зелінський
Ян Зелінський (пол. Jan Zieliński) — польський тенісист, що спеціалізується на парній грі, чемпіон Австралії 2024 та Вімблдону 2024 в міксті.
Постійним партнером Зелінського є монегаск Юго Ніс, з яким від добрався до фіналу Відкритого чемпіонату Австралії 2023 року. Два мейджори в міксті він виграв із Сє Шувей із Тайваню.

## Значні фінали

### Турніри Великого шолома

#### Пари:  1 фінал
| Результат | Рік  | Турнір          | Поверхня | Партнер | Супротивники                   | Рахунок       |
| --------- | ---- | --------------- | -------- | ------- | ------------------------------ | ------------- |
| Поразка   | 2023 | Australian Open | Хард     | Юго Ніс | Рінкі Хіджіката Джейсон Кублер | 4–6, 6–7(4–7) |

#### Мікст: 2 титули
| Результат | Рік  | Турнір          | Поверхня | Партнер  | Супротивники                      | Рахунок               |
| --------- | ---- | --------------- | -------- | -------- | --------------------------------- | --------------------- |
| Перемога  | 2024 | Australian Open | Хард     | Сє Шувей | Дезіре Кравчик Ніл Скупскі        | 6–7(5–7), 6–4, [11–9] |
| Перемога  | 2024 | Wimbledon       | Трава    | Сє Шувей | Джуліана Ольмос Сантьяго Гонсалес | 6–4, 6–2              |

## Фінали турнірів Туру ATP

### Парний розряд: 14 (5 титулів)
| Легенда                       |
| ----------------------------- |
| Турніри Великого шолома (0–1) |
| Фінали ATP (0–0)              |
| ATP Masters 1000 (1–0)        |
| ATP 500 (1–3)                 |
| ATP 250 (3–4)                 |

| За поверхнею |
| ------------ |
| Хард (4–4)   |
| Грунт (1–4)  |
| Трава (0–0)  |

| Фінали за умовами |
| ----------------- |
| Під небом (2–6)   |
| В залі (3–2)      |

| Результат | В–П | Дата     | Турнір                            | Статус       | Поверхня    | Партнер          | Супротивники                          | Рахунок                     |
| --------- | --- | -------- | --------------------------------- | ------------ | ----------- | ---------------- | ------------------------------------- | --------------------------- |
| Поразка   | 0–1 | Лип 2021 | Swiss Open Gstaad, Швейцарія      | ATP 250      | Грунт       | Шимон Вальков    | Марк-Андреа Гуслер Домінік Штрікер    | 1–6, 6–7(7–9)               |
| Перемога  | 1–1 | Вер 2021 | Moselle Open, France              | ATP 250      | Хард (з)    | Губерт Гуркач    | Юго Ніс Артур Рендеркнеш              | 7–5, 6–3                    |
| Поразка   | 1–2 | Кві 2022 | Grand Prix Hassan II, Марокко     | ATP 250      | Грунт       | Андреа Вавассорі | Рафаель Матуш Давід Вега Ернандес     | 1–6, 5–7                    |
| Поразка   | 1–3 | Сер 2022 | Winston-Salem Open, United States | ATP 250      | Хард        | Юго Ніс          | Меттью Ебден Джеймі Маррі             | 4–6, 2–6                    |
| Перемога  | 2–3 | Вер 2022 | Moselle Open, Франція (2)         | ATP 250      | Хард (з)    | Юго Ніс          | Ллойд Гласспул Гаррі Геліоваара       | 7–6(7–5), 6–4               |
| Поразка   | 2–4 | Jan 2023 | Australian Open, Australia        | Grand Slam   | Хард        | Юго Ніс          | Рінкі Хіджіката Джейсон Кублер        | 4–6, 6–7(4–7)               |
| Перемога  | 3–4 | Тра 2023 | Rome Masters, Італія              | Masters 1000 | Грунт       | Юго Ніс          | Робін Гас Ботік ван де Зандсхульп     | 7–5, 6–1                    |
| Поразка   | 3–5 | Жов 2023 | Swiss Indoors, Швейцарія          | ATP 500      | Хард (з)    | Юго Ніс          | Сантьяго Гонсалес Едуар Роже-Васселен | 7–6(10–8), 6–7(3–7), [1–10] |
| Перемога  | 4–5 | Лис 2023 | Moselle Open, Франція (3)         | ATP 250      | Хард (з)    | Юго Ніс          | Константін Францен Гендрік Єбенс      | 6–4, 6–4                    |
| Перемога  | 5–5 | Бер 2024 | Mexican Open, Мексика             | ATP 500      | Хард        | Юго Ніс          | Сантьяго Гонсалес Ніл Скупскі         | 6–3, 6–2                    |
| Поразка   | 5–6 | Кві 2024 | Barcelona Open, Іспанія           | ATP 500      | Грунт       | Юго Ніс          | Максімо Гонсалес Андрес Мольтені      | 6–4, 4–6, [9–11]            |
| Поразка   | 5–7 | Лют 2025 | Rotterdam Open, Нідерланди        | ATP 500      | Тверде (i)  | Сандер Жіє       | Сімоне Болеллі Андреа Вавассорі       | 2–6, 6–4, [6–10]            |
| Поразка   | 5–8 | Лют 2025 | Open 13 Provence                  | ATP 250      | Тверде (i)  | Сандер Жіє       | Бенжамен Бонзі П'єр-Юг Ербер          | 6–3, 6–4                    |
| Поразка   | 5–9 | Лип 2025 | Swedish Open, Швеція              | ATP 250      | Ґрунт (red) | Адам Павласек    | Гвідо Андреоцці Сандер Арендс         | 6–7(4–7), 7–5, [10–6]       |